# 582 (tal)
582 är det naturliga heltal som följer 581 och följs av 583.

## Matematiska egenskaper
- 582 är ett jämnt tal.
- 582 är ett sammansatt tal.
- 582 är ett ymnigt tal.
- 582 är ett palindromtal i det kvarternära talsystemet.

## Inom vetenskapen
- 582 Olympia, en asteroid.